# Ernst Eikhof
Ernst Eikhof (Amburgo, 6 maggio 1892 – 19 novembre 1978) è stato un calciatore tedesco, di ruolo centrocampista.

## Carriera

### Club
Ha militato per sedici anni nel Victoria Amburgo.

### Nazionale
Conta 3 partite in Nazionale, ottenute tutte nel 1923.